# Meghan Musnicki
Meghan Musnicki (ur. 5 lutego 1983 w Naplesie) – amerykańska wioślarka pochodzenia polskiego, dwukrotna złota medalistka igrzysk olimpijskich, pięciokrotna mistrzyni świata.

## Igrzyska olimpijskie
Na igrzyskach zadebiutowała w 2012 roku w Londynie, biorąc udział w zawodach ósemek. Skład osady uzupełniły Erin Cafaro, Susan Francia, Esther Lofgren, Taylor Ritzel, Elle Logan, Caroline Lind, Caryn Davies i Mary Whipple jako sternik. Wygrały wyścig eliminacyjny, przez co awansowały do finału A. Tam wygrały rywalizację, zdobywając złoty medal. Na mecie wyprzedziły reprezentacje Kanady i Holandii.
Cztery lata później w Rio de Janeiro ponownie wystąpiła w ósemce. Tym razem w osadzie znalazły się także Emily Regan, Kerry Simmonds, Amanda Polk, Lauren Schmetterling, Tessa Gobbo, Elle Logan, Amanda Elmore i Katelin Snyder w roli sternika. Po zwycięstwie w eliminacjach awansowały bezpośrednio do finału, w którym zajęły pierwsze miejsce i zdobyły złoty medal. Okazały się lepsze od reprezentantek Wielkiej Brytanii i Rumunii.

## Osiągnięcia
- Mistrzostwa świata – Karapiro 2010 – ósemka – 1. miejsce
- Mistrzostwa świata – Bled 2011 – ósemka – 1. miejsce
- Igrzyska olimpijskie – Londyn 2012 – ósemka – 1. miejsce
- Mistrzostwa świata – Chungju 2013 – ósemka – 1. miejsce
- Mistrzostwa świata – Amsterdam 2014 – ósemka – 1. miejsce
- Mistrzostwa świata – Aiguebelette-le-Lac 2015 – ósemka – 1. miejsce
- Igrzyska olimpijskie – Rio de Janeiro 2016 – ósemka – 1. miejsce
- Mistrzostwa świata – Ottensheim 2015 – ósemka – 1. miejsce